# Ima Sugu Oniichan ni Imōto da tte Iitai!
Ima Sugu Oniichan ni Imōto da tte Iitai! (いますぐお兄ちゃんに妹だっていいたい!, lit. ¡Quiero decirle a mi hermano mayor, que ahora soy su hermana menor!), también conocido como Imaimo (いま妹) para acortar con el eslogan: "¡Quiero decir que no soy tu hermano en este momento!", es una novela visual desarrollada por Fairys, una marca cercana a Sprite, los creadores de Koi to Senkyo to Chocolate. Fue publicado el 14 de diciembre del 2012, se puede jugar en PC de Windows y está clasificado para todas las edades. El juego se desarrolla en una época previa a la que narra la novela visual Koi to Senkyo to Chocolate, y muestra dos heroínas de ese juego: Chisato Sumiyoshi y Satsuki Shinonome. La historia está protagonizada por Rikuto Mitani, cuyo padre se volvió a casar con una mujer que ya tenía una hija. Hay una adaptación a manga del juego publicada en Dengeki Daioh. Imaimo y Koi to Senkyo to Chocolate ambos fueron mostrados en la Anime Contents Expo de 2012. Una versión para Sony PlayStation  de este juego fue publicada.

## Personajes

### 1º Año, 8º Clase
Kanade Mori (森 夏奏 Mori Kanade)
Seiyū: Yuko Gibu
Kimika Haida (拝田 希実花 Haida Kimika)
Seiyū: Yōko Hikasa
Seiyū: Nobunaga Shimazaki

#### Comité Ejecutivo de Eventos de 1º Año, 8º Clase
Ayumu Mitani (三谷 歩夢 Mitani Ayumu)
Seiyū: Minori Chihara
Matsuri Nanase (奈々瀬 奉莉 Nanase Matsuri)
Seiyū: Kanae Itō
Mao Shigemori (茂森 真央 Shigemori Mao)
Seiyū: Ai Kayano
Shōsuke Yokoyama (横山 章介 Yokoyama Shousuke)
Seiyū: Yoshitsugu Matsuoka

### Secundarios
Naoma Mitani (三谷 直真 Mitani Naoma)
Seiyū: Kazuya Nakai
Ikumi Mitani (三谷 直真 Mitani Ikumi)
Ryōko Mitani (三谷 良子 Mitani Ryouko)
Seiyū: Yui Horie
Miku Kanzaki (神崎 未玖 Kanzaki Miku)
Seiyū: Ayana Taketatsu
Ryūgo Kobayashi (小林 琉伍 Kobayashi Ryuugo)
Seiyū: Megumi Ogata
Kōzō Shigemori (茂森 鋼造 Shigemori Kouzou)
Seiyū: Yōsuke Akimoto

### Invitados
Personajes invitados de Koi to Senkyo to Chocolate
Chisato Sumiyoshi (住吉 千里 Sumiyoshi Chisato)
Seiyū: Eriko Nakamura
Satsuki Shinome (東雲 皐月 Shinonome Satsuki)
Seiyū: Yū Asakawa

## Desarrollo
En una entrevista para ASCII Media Works, Akira Sakamoto, productor del videojuego, comentó que había recibido peticiones de jóvenes usuarios para que desarrollara juegos para todas las edades. Es de suponer fue hecho para responder a esa nueva necesidad. Sakamoto explicó que el significado del título del juego está relacionado con la expresión de los sentimientos de la heroína en la segunda mitad de la historia. El diseño de personajes y artistas es de Yū Akinashi, la música está compuesta por Elements Garden, el productor de la música es Shigeru Saitō, y el guion escrito por Kō Katagi.